# Сейлъм (Юта)
Вижте пояснителната страница за други значения на Сейлъм.
Сейлъм (на английски: Salem) е град в окръг Юта, щата Юта, САЩ. Сейлъм е с население от 4372 жители (2000) и обща площ от 13,8 km². Намира се на 1405 m надморска височина. ЗИП кодът му е 84653, а телефонният му код е 801.